# Dieter Kalt
Dieter Kalt (Klagenfurt, 26 giugno 1974) è un ex hockeista su ghiaccio austriaco.

## Carriera
Nel corso della sua carriera ha indossato le maglie di EC Klagenfurt AC (1992-1996, 1998/99, 2009-2012), Adler Mannheim (1996-1998), Long Beach Ice Dogs (1999/2000), Kölner Haie (2000/01), Färjestads BK (2001-2004), Vienna Capitals (2004/05), EC Red Bull Salisburgo (2005-2009) e Luleå HF (2008/09).
Con la nazionale austriaca ha preso parte a ben 14 edizioni dei campionati mondiali e a tre edizioni dei Giochi olimpici invernali (1994, 1998 e 2002).